# Marco Antonio Bonciari
Marco Antonio Bonciari, né le 9 février 1555 à Antria, près de Pérouse et mort le 9 janvier 1616 à Pérouse, est un humaniste italien de la Renaissance.

## Biographie
Marco Antonio Bonciari nait le 9 février 1555, au village d’Antria, à environ six milles de Pérouse. Son père est cordonnier dans sa jeunesse, mais sa mère est fille d’un médecin, et l’un des frères de son père est ecclésiastique et vicaire de l’archevêque de Chieti, Fulvio Giulio della Corgna. Bonciari fait avec beaucoup de difficulté ses premières études ; la pauvreté de ses parents ne leur permettant pas de l’entretenir à Pérouse, il va tous les jours prendre des leçons dans un village à deux milles d’Antria. L’évêque de Pérouse le rencontre sur le chemin, l’interroge, et est si satisfait de ses réponses, qu’il le place dans le séminaire qu’il a institué dans son diocèse pour les jeunes gens sans fortune qui présentent d’heureuses dispositions. Il apprend le grec, le latin, et est fort avancé dans sa philosophie, quand le cardinal archevêque, son protecteur, le conduit à Rome, et lui donne pour maître le savant Marc Antoine Muret. Bonciari, qui a alors dix-neuf ans, ne reste que deux ans à son école. Les progrès qu’il y fait engagent le cardinal à le renvoyer à Pérouse en 1577, avec l’emploi de directeur du séminaire où il l’a fait élever. Il quitte cette direction à la mort de son bienfaiteur, y est rappelé ensuite, et occupe de plus avec un grand succès la chaire de belles-lettres. Il y renonce en 1590, lorsqu’il perd entièrement la vue : mais le nouvel archevêque l’y rappelle encore, et veut qu’il reprenne, malgré sa cécité, le cours de ses leçons. Il a alors, entre autres écoliers, son propre père, qui, s’étant déterminé à entrer chez les jésuites, et ne sachant pas le latin, veut commencer par l’apprendre. Les soins assidus de son fils le mettent, en six mois, en état d’entendre tous les livres d’église. La réputation de Bonciari lui attire des propositions de la part des universités de Bologne et de Pise ; le cardinal Borromée, archevêque de Milan, veut aussi lui confier la garde de la Bibliothèque Ambrosienne ; mais sa cécité lui sert de prétexte pour refuser toutes ces propositions.
Marco Antonio Bonciari meurt d’hydropisie, le 9 janvier 1616.

## Œuvres
Tous ses ouvrages sont en latin. Les principaux sont :
- Grammatica, Pérouse, 1593, 1600, 1601, 1630, in-8°.
- Epistolæ in XII libros divisæ, Pérouse, 1603, 1604, 1612, 1613, in-8°.
- Seraphidos lib. V, aliaque pia poemata, Pérouse, 1606, in-12. Le poème intitulé Seraphis est en l’honneur de St. François d'Assise.
- Idyllia et selectarum epistolarum centuria nova, cum decuriis duabus, Pérouse, 1607, in-12.
- Opuscula decem varii argumenti, Pérouse, 1607, in-12.
- Extaticus, sive de ludicra poesi Dialogus ; Pérouse, 1607, in-8° ; 1615, in-8°.
- Triumphus augustus, sive de Sanctis Perusiæ translatis libri IV, Pérouse, 1610, in-12.